# Pływanie na Igrzyskach Małych Państw Europy 2011
Pływanie na Igrzyskach Małych Państw Europy 2011 odbyło się w dniach 31 maja – 3 czerwca w Schwimmbad Mühleholz w Vaduz. Pływacy z Islandii zdominowali tabelę medalową w tej konkurencji, zdobywając 14 złotych, 14 srebrnych oraz 14 brązowych medali. 

## Medaliści

### Mężczyźni
| Kategoria                        | | Czas        | | Czas     |                                                                                        | Czas     |
| -------------------------------- | --- | ----------- | --- | -------- | -------------------------------------------------------------------------------------- | -------- |
| 50 m stylem dowolnym             | Árni Már Árnason                                                                                      | 23.17       | Alexandre Bakhtiarov                                                                                     | 23.25    | Andrew Chetcuti                                                                        | 23.67    |
| 100 m stylem dowolnym            | Alexandre Bakhtiarov                                                                                  | 51.52       | Andrew Chetcuti                                                                                          | 51.98    | Árni Már Árnason                                                                       | 52.33    |
| 200 m stylem dowolnym            | Raphaël Stacchiotti                                                                                   | 1:54.06     | Anton Sveinn McKee                                                                                       | 1:55.26  | Alexandre Bakhtiarov                                                                   | 1:55.43  |
| 400 m stylem dowolnym            | Raphaël Stacchiotti                                                                                   | 4:01.03     | Anton Sveinn McKee                                                                                       | 4:01.82  | Emanuele Nicolini                                                                      | 4:05.54  |
| 1500 m stylem dowolnym           | Anton Sveinn McKee                                                                                    | 15:49.61 MR | Iacovos Hadjiconstantinou                                                                                | 16:23.39 | Emanuele Nicolini                                                                      | 16:37.20 |
|                                  | |             | |          |                                                                                        |          |
| 100 m stylem grzbietowym         | Jean-François Schneiders                                                                              | 58.41       | David Hildiber Adalsteinsson                                                                             | 58.55    | Kolbeinn Adalsteinsson                                                                 | 1:00.09  |
| 200 m stylem grzbietowym         | Raphaël Stacchiotti                                                                                   | 2:05.50 MR  | Jean-François Schneiders                                                                                 | 2:06.21  | David Hildiber Hrafnkelsson                                                            | 2:09.09  |
|                                  | |             | |          |                                                                                        |          |
| 100 m stylem klasycznym          | Jakob Jóhann Sveinsson                                                                                | 1:02.60 MR  | Laurent Carnol                                                                                           | 1:02.70  | Árni Már Árnason                                                                       | 1:03.08  |
| 200 m stylem klasycznym          | Laurent Carnol                                                                                        | 2:14.66 MR  | Jakob Jóhann Sveinsson                                                                                   | 2:17.94  | Hocine Haciane                                                                         | 2:19.45  |
|                                  | |             | |          |                                                                                        |          |
| 100 m stylem motylkowym          | Alexandre Bakhtiarov                                                                                  | 54.70       | Agust Juliusson                                                                                          | 56.77    | Orri Freyr Gudmundsson                                                                 | 56.98    |
| 200 m stylem motylkowym          | Hocine Haciane                                                                                        | 2:05.05     | Christoph Meier                                                                                          | 2:08.60  | Anton Sveinn McKee                                                                     | 2:08.70  |
|                                  | |             | |          |                                                                                        |          |
| 200 m stylem zmiennym ind.       | Raphaël Stacchiotti                                                                                   | 2:06.08     | Hocine Haciane                                                                                           | 2:08.39  | Anton Sveinn McKee                                                                     | 2:11.57  |
| 400 m stylem zmiennym ind.       | Raphaël Stacchiotti                                                                                   | 4:29.46     | Anton Sveinn McKee                                                                                       | 4:31.87  | Hocine Haciane                                                                         | 4:33.08  |
|                                  | |             | |          |                                                                                        |          |
| Sztafeta 4×100 m stylem dowolnym | Monako · Thomas Molina · Francois-Xavier Paquot · Sebastien Brillouet · Michael Aubert                | 3:27.33     | Islandia · Árni Már Árnason · David Hildiber Adalsteinsson · Orri Freyr Gudmundsson · Agust Juliusson    | 3:28.89  | Luksemburg · Raphaël Stacchiotti · Thibault Assini · Julien Henx · Damien Assini       | 3:32.98  |
| Sztafeta 4×200 m stylem dowolnym | Luksemburg · Jean-François Schneiders · Raphaël Stacchiotti · Julien Henx · Damien Assini             | 7:44.18     | Islandia · Anton Sveinn McKee · David Hildiber Adalsteinsson · Orri Freyr Gudmundsson · Árni Már Árnason | 7:49.12  | Monako · Thomas Molina · Sebastien Brillouet · Francois-Xavier Paquot · Michael Aubert | 7:53.74  |
| Sztafeta 4×100 m stylem zmiennym | Islandia · David Hildiber Adalsteinsson · Agust Juliusson · Jakob Jóhann Sveinsson · Árni Már Árnason | 3:48.14     | Luksemburg · Raphaël Stacchiotti · Thibault Assini · Laurent Carnol · Damien Assini                      | 3:52.96  | Monako · Michael Aubert · Sebastien Brillouet · Francois-Xavier Paquot · Thomas Molina | 3:57.59  |

### Kobiety
| Kategoria                        | | Czas       | | Czas    |                                                                                      | Czas    |
| -------------------------------- | --- | ---------- | --- | ------- | ------------------------------------------------------------------------------------ | ------- |
| 50 m stylem dowolnym             | Ragnheidur Ragnarsdottir                                                                                         | 26.13      | Ingibjorg Krist Jonsdottir                                                                                              | 26.32   | Clelia Tini                                                                          | 26.73   |
| 100 m stylem dowolnym            | Ragnheidur Ragnarsdottir                                                                                         | 56.61      | Ana Stilianu | 56.94   | Ingibjorg Krist Jonsdottir                                                           | 58.48   |
| 200 m stylem dowolnym            | Ana Stilianu | 2:02.26 MR | Julia Hassler | 2:04.05 | Eyglo Osk Gustafsdottir                                                              | 2:05.10 |
| 400 m stylem dowolnym            | Ana Stilianu | 4:16.64 MR | Julia Hassler | 4:18.08 | Inga Elin Cryer                                                                      | 4:30.67 |
| 800 m stylem dowolnym            | Julia Hassler | 8:50.99 MR | Inga Elin Cryer | 9:12.06 | Eyglo Osk Gustafsdottir                                                              | 9:15.79 |
|                                  | |            | |         |                                                                                      |         |
| 100 m stylem grzbietowym         | Eyglo Osk Gustafsdottir                                                                                          | 1:04.82    | Abella Monica Ramirez                                                                                                   | 1:05.67 | Ingibjorg Krist Jonsdottir                                                           | 1:06.33 |
| 200 m stylem grzbietowym         | Eyglo Osk Gustafsdottir                                                                                          | 2:18.21    | Abella Monica Ramirez                                                                                                   | 2:25.51 | Julie Meynen                                                                         | 2:25.85 |
|                                  | |            | |         |                                                                                      |         |
| 100 m stylem klasycznym          | Hrafnhildur Luthersdottir                                                                                        | 1:10.92 MR | Erla Dogg Haraldsdottir                                                                                                 | 1:11.29 | Aurelie Waltzing                                                                     | 1:16.38 |
| 200 m stylem klasycznym          | Hrafnhildur Luthersdottir                                                                                        | 2:32.94    | Erla Dogg Haraldsdottir                                                                                                 | 2:37.61 | Aurelie Waltzing                                                                     | 2:41.84 |
|                                  | |            | |         |                                                                                      |         |
| 100 m stylem motylkowym          | Maria Papadopoulos                                                                                               | 1:03.37    | Anna Schegoleva | 1:04.19 | Bryndis Run Hansen                                                                   | 1:04.48 |
| 200 m stylem motylkowym          | Julia Hassler | 2:19.34    | Anna Schegoleva | 2:21.67 | Simona Muccioli                                                                      | 2:22.23 |
|                                  | |            | |         |                                                                                      |         |
| 200 m stylem zmiennym ind.       | Hrafnhildur Luthersdottir                                                                                        | 2:18.56 MR | Erla Dogg Haraldsdottir                                                                                                 | 2:22.15 | Anna Schegoleva                                                                      | 2:22.56 |
| 400 m stylem zmiennym ind.       | Jona Helena Bjarnadottir                                                                                         | 5:03.79    | Julia Hassler | 5:06.01 | Inga Elin Cryer                                                                      | 5:06.09 |
|                                  | |            | |         |                                                                                      |         |
| Sztafeta 4×100 m stylem dowolnym | Islandia · Ragnheidur Ragnarsdottiir · Run Bryndis Hansen · Krist Ingibjorg Jonsdottir · Osk Eyglo Gustafsdottir | 3:51.03 MR | Luksemburg · Jacqueline Banky · Julie Meynen · Christine Mailliet · Charne Olivier                                      | 3:59.98 | Cypr · Ana Stilianu · Maria Papadopoulos · Anastasia Christoforou · Anna Schegoleva  | 4:00.48 |
| Sztafeta 4×200 m stylem dowolnym | Islandia · Osk Eyglo Gustafsdottir · Krist Ingibjorg Jonsdottir · Run Bryndis Hansen · Elin Inga Cryer           | 8:36.43    | Malta · Nicola Muscat · Talisa Pace · Melinda Sue Micallef · Davina Mangion                                             | 8:58.15 | Monako · Angelique Trinquier · Johanna Vasse · Amelie Trinquier · Lucie La Pointe    | 9:21.90 |
| Sztafeta 4×100 m stylem zmiennym | Cypr · Anna Schegoleva · Maria Papadopoulos · Anastasia Christoforou · Ana Stilianu                              | 4:18.94    | Islandia · Eyglo Osk Gustafsdottir · Ingibjorg Krist Jonsdottir · Hrafnhildur Luthersdottir · Ragnheidur Ragnarsdottiir | 4:19.21 | Luksemburg · Julie Meynen · Christine Mailliet · Aurelie Waltzing · Jacqueline Banky | 4:29.68 |

## Tabela medalowa
| Poz.    | Państwo       |    |    |    | Łącznie |
| ------- | ------------- | -- | -- | -- | ------- |
| 1       | Islandia      | 14 | 14 | 14 | 42      |
| 2       | Luksemburg    | 8  | 4  | 5  | 17      |
| 3       | Cypr          | 6  | 5  | 3  | 14      |
| 4       | Liechtenstein | 2  | 4  | 0  | 6       |
| 5       | Andora        | 1  | 3  | 2  | 6       |
| 6       | Monako        | 1  | 0  | 3  | 4       |
| 7       | Malta         | 0  | 2  | 1  | 3       |
| 8       | San Marino    | 0  | 0  | 4  | 4       |
| Łącznie | Łącznie       | 32 | 32 | 32 | 96      |